# Sam Coppersmith
Pour les articles homonymes, voir Coppersmith.
Sam Coppersmith est un homme politique américain né le 22 mai 1955 à Johnstown (Pennsylvanie).

## Biographie
Diplômé en économie de Harvard en 1976, Sam Coppersmith est diplomate du Service extérieur des États-Unis pendant trois ans,. En 1982, il obtient un doctorat de l'école de droit de Yale. Avocat de profession, il assiste le juge William Canby (en) puis le maire démocrate de Phoenix Terry Goddard. Il dirige l'Arizona Community Service Legal Assistance Foundation de 1986 à 1990 et préside le Phoenix Board of Adjustment à partir de 1989.
En 1992, il se présente à la Chambre des représentants des États-Unis dans une circonscription historiquement républicaine comprenant Phoenix, Mesa et Tempe. Il est élu face au représentant sortant Jay Rhodes, touché par le House banking scandal (en),. Durant son mandat, Coppersmith se montre conservateur sur les questions fiscales mais libéral sur d'autres sujets, comme l'avortement.
Lors des élections de 1994, il est candidat à la succession du démocrate Dennis DeConcini au Sénat fédéral. Soutenu par le sénateur sortant, il remporte la primaire démocrate de 59 voix (après recomptage des voix), devançant notamment le secrétaire d'État Richard Mahoney (en). Dans un contexte de révolution républicaine il est battu par le républicain Jon Kyl, qui a axé sa campagne contre l'avortement et la réforme de la santé de Bill Clinton.
Après sa défaite, il préside pendant deux ans le Parti démocrate de l'Arizona et retourne dans le secteur privé, poursuivant sa carrière d'avocat.